# Soong May-ling
Soong May-ling (também escrito Soong Mei-ling) (Shanghai, 5 de março de 1898 – Nova Iorque, 23 de outubro de 2003), também conhecido como Madame Chiang Kai-shek (蔣介石夫人) ou Madame Chiang (蔣夫人) foi a primeira dama da República da China entre 1948 a 1975, esposa do Presidente Chiang Kai-shek. Soong teve um papel proeminente nas políticas da República da China e era a cunhada de Sun Yat-sen, o fundador e líder da República da China. Ela foi ativa na vida cívica do seu país e teve vários cargos honorários e ativos, incluindo presidente da Universidade Católica Fu Jen. Durante a Segunda Guerra Mundial, ela foi contra os japoneses; e e' 1943 fez uma turnê de palestras durante oito meses pelos Estados Unidos para ganhar apoio.
Foi a pessoa do ano em 1937, segundo a Time.

## Infância
Soong May-ling nasceu na residência da família Soong, uma casa tradicional chamada Neishidi (內史第), em Pudong, Shanghai, China. Algumas fontes dizem que nasceu a 5 de março de 1898 no Hospital St.Luke em Shanghai, mas algumas biografias usam o ano de 1897 porque a tradição chinesa considera que todos tenham um ano de idade no momento do nascimento.
Ela foi a quarta dos seis filhos de Ni Kwei-tseng (倪桂珍) e Charlie Soong, um rico empresário e ex-missionário metodista de Hainan. Os irmãos de May-ling foram as irmãs Ai-ling e Ching-ling, o irmão mais velho Tse-ven (T.V. Soong), e os irmãos mais novos Tse-liang (T.L.) e Tse-an (T.A.).

## Educação
Em Xangai, May-ling frequentou a Escola McTyeire para meninas com a sua irmã, Ching-ling. O seu pai, que tinha sido educado nos Estados Unidos, fez com que elas continuassem a sua educação nos Estados Unidos em 1907. Inicialmente, May-ling e Ching-ling frequentaram uma escola privada em Summit, em Nova Jersey. Em 1908, Ching-ling foi aceite pela alma mater da sua irmã Ai-ling, Wesleyan College, com 15 anos e as duas irmãs mudaram-se para Macon, na Geórgia, para se juntar a Ai-ling. No entanto, May-ling insistiu em puder acompanhar a sua irmã mais velha embora só tivesse 10 anos, o que pôde fazer. May-ling passou o ano em Demorest, na Geórgia, com uma amiga de Ai-ling de Wesleyan, Blanche Moss, que inscreveu May-ling como uma aluna do 8º ano na Universidade de Piedmont. Em 1909, o recém-nomeado presidente de Wesleyan, William Newman Ainsworth, deu a May-ling a permissão especial para estadia no Wesleyan e atribuiu-lhe tutores. Em 1910, May-ling brevemente estudou na Universidade Fairmount em Monteagle, no Tennessee.
May-ling foi oficialmente registada como uma caloira na Wesleyan, em 1912, com 15 anos. Ela foi então transferida para a Wellesley College, dois anos depois para estar mais perto do seu irmão mais velho, T.V, que, na época, foi estudar em Harvard. Nessa altura, ambas as irmãs dela já se tinham formado e voltado para Shanghai. Ela formou-se de Wellesley, junto com outros 33 estudantes em 19 de junho de 1917, com especialização em literatura Inglesa e em filosofia. Ela também foi membro do Tau Zeta Epsilon, Sociedade de Artes e Música de Wellesley. Como resultado da sua educação americana, ela falava Inglês fluentemente, com um sotaque do sul que a ajudou a conectar-se com o público americano.

## Madame Chiang

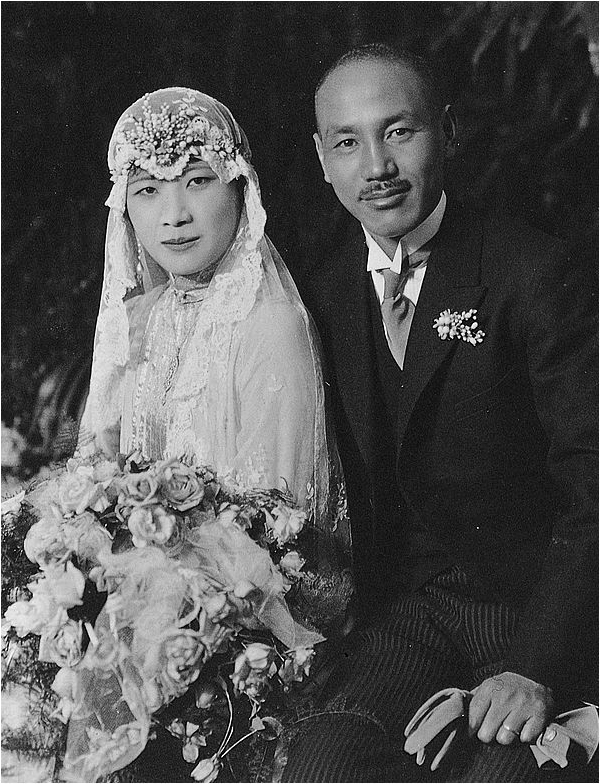
Casamento Chiang-Soong

Soong May-ling conheceu Chiang Kai-shek em 1920. Como ele era onze anos mais velho, já casado, e um budista, a mãe de Mei-ling opôs-se fortemente ao casamento entre os dois, mas finalmente concordou depois de Chiang mostrar provas do seu divórcio e prometer converter-se ao cristianismo. Chiang disse à sua futura sogra que ele não se podia converter imediatamente, porque a religião precisa de ser gradualmente absorvida, não engolida como um comprimido. Eles casaram-se em Shanghai a 1 de dezembro de 1927. Embora biógrafos vejam o casamento com diferentes avaliações de parceria, amor, política e competição, durou 48 anos. O casal não teve filhos.
A Madame Chiang iniciou o Movimento de Nova Vida e tornou-se ativa na política chinesa. Quando o seu marido se tornou generalissimo e líder do Kuomintang, Madame Chiang agia como tradutora de inglês, secretário e conselheira. Em 1928, ela foi feita membro do Comité de Yuans por Chiang. Ela era membro do Yuan Legislativo de 1930 a 1932 e Secretária-Geral da Comissão de Assuntos Aeronáuticos Chineses de 1936 a 1938. Em 1937 ela liderou apelos ás mulheres para apoiarem a Segunda Guerra Sino-Japonesa, que levou ao estabelecimento de batalhões de mulheres, como o Batalhão Guangxi de Mulheres.
Em 1934, Soong May-ling recebeu uma moradia em Guling, Monte Lu. Chiang Kai-shek chamou-lhe Moradia Mei Lu para simbolizar a beleza da montanha. O casal normalmente ficava nesta moradia durante o verão, então a montanha chama-se Capital do Verão, e a moradia chama-se Palácio do Verão.
Durante a Segunda Guerra Mundial, Madame Chiang promoveu a causa chinesa e tentou construir um legado para o seu marido. Bem versada em chinês e cultura ocidental, ela tornou-se popular tanto na China como no estrangeiro.
Em 1945 ela tornou-se membro do Comité Executivo Central do Kuomintang.

## Órfãos de guerra

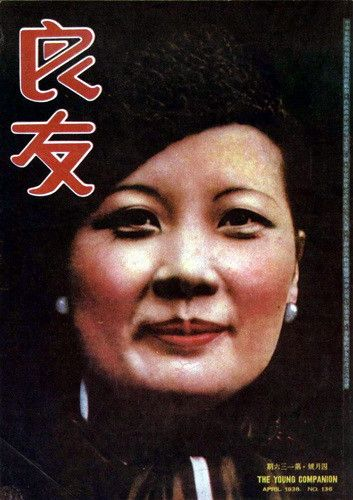
Soong May-ling na capa de The Young Companion, abril de 1938, como Comandante Deputada da Força Aérea da República da China.

Embora Soong May-ling inicialmente evitou o olhar público depois de se casar com Chiang, ela rapidamente começou um ambicioso projeto de bem-estar social para estabelecer escolas para os órfãos de soldados chineses. Os orfanatos eram bem conhecidos: com campo de jogos, hotéis, piscinas, um ginásio, salas de aula, e dormitórios. Soong May-ling estava profundamente envolvida no projeto e até escolheu os professores. Havia duas escolas, construídas num local de 405-hectares no pé da Montanha Púrpura, Nanjing. Ela referia-se a estas crianças como as suas "warphans" (war: guerra, orphans: órfãos) e fez deles a sua causa pessoa. O destino das crianças de soldados caídos tornou-se um assnto muito importante na China depois do começo da guerra com o Japão em 1937. Para puder cuidar melhor destas crianças ela estabeleceu a Sociedade Chinesa de Mulheres de Bem Humanitário Nacional.

## Visitas aos EUA
Soong May-ling fez várias turnés aos Estados Unidos para pressionar para apoio do esforço para a guerra dos Nacionalistas. Ela atraiu multidões tão grandes quanto 30,000 pessoas e em 1943 foi capa da revista Time pela terceira vez. Ela tinha aparecido a 26 de outubro de 1931 junto com o seu marido e a 3 de janeiro de 1937, com o seu marido como "Homem e Mulher do Ano".
Soong vestia-se ostentosamente durante as suas turnés para arranjar ajuda estrangeira, trazendo dezenas de malas cheias de malas Chanel, sapatos com pérolas, e outras peças de luxo para uma visita à Casa Branca. A abordagem de Soong chocou a Primeira Dama dos Estados Unidos Eleanor Roosevelt e levou a ressentimento de muitos oficiais do governo da República da China.
Indiscutivelmente mostrando o impacto das suas visitas, em 1943, o Corpo do Exército de Mulheres dos Estados Unidos recrutou uma unidade de mulheres chino-americanas para servirem na Força Área como "CEM Aéreas", referidas como a "unidade aérea CEM Madame Chiang Kai-Shek".

Tanto Soong May-ling e o seu marido estavam em bons termos como o editor sénior da revista Time e como o co-fundador Henry Luce, que frequentemente tentava reunir dinheiro e apoio do público americano para a República da China. A 18 de fevereiro de 1943, ela tornou-se a primeira chinesa e a segunda mulher a falar às duas casas do Congresso do Estados Unidos. Depois da derrota do governo do seu marido na Guerra Civil Chinesa em 1949, Madame Chiang seguiu o seu marido para Taiwan enquanto a sua irmã Soong Ching-ling ficou na China continental, ficando do lado dos comunistas. Madame Chiang continuou a ter um papel proeminente internacional. Ela foi Patrona do Comité Internacional da Cruz Vermelha, presidente honorária do Fundo de Ajuda Unida Britânica à China, e Primeira Membro Honorária da Declaração de Direitos da Sociedade Comemorativa.